# Benzenzimmern
Benzenzimmern ist ein Gemeindeteil von Kirchheim am Ries im baden-württembergischen Ostalbkreis. Der einst selbständige Ort wurde im Jahr 1972 nach Kirchheim eingemeindet.

## Lage und Verkehrsanbindung
Das Dorf liegt etwa drei Kilometer nordöstlich des Dorfkerns von Kirchheim an der Landesstraße L 1060 zur Bundesstraße 25 nach Wallerstein im Osten, die zuvor schon etwa einen Kilometer nach dem Ort die Grenze zu Bayern überquert.
Durch Benzenzimmern fließt der über den Goldbach in die Eger entwässernde Goldbachgraben, der in diesem Bereich auch Brühlgraben oder Riedgraben genannt wird.
Naturräumlich liegt der weithin von offener, beackerter Flur umgebene Ort im Nördlinger Ries, genauer auf den Westlichen Riesrandhügeln.

## Geschichte
Die erste Erwähnung findet der Ort im Jahre 1197 als „Cimber“. Etwa ein Jahrhundert später, im Jahr 1294, hieß der Ort „Benzenzymbern“. Der Ortsname setzt sich aus dem Personennamen Benzo und dem Wort Cimber für „Haus“ zusammen. Entstanden ist der Ort vermutlich erst in der jüngeren Ausbauzeit.
Im 13. Jahrhundert waren die Klöster Ellwangen, Kirchheim, Kaisheim und Zimmern begütert.